# 21470 Франкчуанґ
21470 Франкчуанґ (21470 Frankchuang) — астероїд головного поясу, відкритий 21 квітня 1998 року.
Тіссеранів параметр щодо Юпітера — 3,357.